# Bythonia ferruginea
Bythonia ferruginea är en insektsart som beskrevs av Felix och Gabriel Mejdalani 1998. Bythonia ferruginea ingår i släktet Bythonia och familjen dvärgstritar. Inga underarter finns listade i Catalogue of Life.